# 선우현수
선우현수(1987년 6월 19일 ~)는 대한민국의 남자 성우이다. 2016년에 KBS 공채 41기 성우로 입사하였다. 한국방송 성우극회 소속.

## 주요 출연작품

### 외화
- 완다비전 - 데니스(아모스 글릭) / 아서 하트(프레드 멜라메드)
- 이터널스 - 파스토스(브라이언 타이리 헨리)

### 라디오

#### KBS
소설극장 (KBS 3라디오)
- 2016.05.20 ~ 2016.06.27 강태식 作 <굿바이 동물원>
- 2016.12.10 ~ 2017.01.18 성석제 作 <황만근은 이렇게 말했다> (만근)
- 2017.01.19 ~ 2017.03.12 기욤 뮈소 作 <내일> (매튜 샤리로)
- 2017.05.10 ~ 2017.06.11 김호연 <연적> - 고민중
- 2017.10.26 ~ 2017.11.24 윤병룡 <에스코프 주식회사> - 황자양

KBS 무대 (KBS 한민족방송)
- 2016.04.30 <아르바론 몬살리나> (동료1)
- 2016.05.21 <바담 풍, 바람 퐁> (경찰)
- 2016.06.04 <나는 꿈꾸었다> (경찰)
- 2016.07.09 <바람이 분다> (경찰)
- 2016.08.27 <인공지능 KRIX> (박실장)
- 2016.09.10 <죽은 시인의 사회> (직원1)
- 2016.09.17 <나비> (평민1)
- 2016.10.08 <부산에 가면 콩고 고릴라를 만날 수 있나요?> (소장)
- 2016.10.22 <아버지를 찾아서> (손님1)
- 2016.10.29 <아싸라비아, 천억만> (이씨)
- 2016.12.24 <나의 오리지날 짝퉁> (취객2)
- 2017.01.07 <천국의 주파수> (상인2)
- 2017.01.14 <연가> (선비)
- 2017.01.28 <꺼지지 않는 TV> (기사2/케이블1)
- 2017.02.11 <아내를 죽였습니다.> (최우선)
- 2017.02.25 <탈퇴를 하시겠습니까?> (택시기사)
- 2017.03.11 <카페W> (남자)

라디오 독서실 (KBS 한민족방송)
- 2016.03.06 장마리 作 <가족의 증명> (손님1)
- 2016.04.10 성은영 作 <귀향의 끝> (노인)
- 2016.05.15 이효석 作 <풀잎> (시민2)
- 2016.05.22 김금희 作 <너무 한낮의 연애> (성우)
- 2016.06.12 이갑수 作 <T.O.P> (남자2/남자팬)
- 2016.06.19 백수린 作 <중국인 할머니> (남친)
- 2016.06.26 윤고은 作 <된장이 된> (피해자1)
- 2016.07.23 조동신 作 <등패> (무관2)
- 2016.07.31 김주동 作 <조합인간> (기사)
- 2016.08.07 김재희 作 <페이퍼 하트> (정신과 의사)
- 2016.08.14 도진기 作 <악마의 증명> (재판관)
- 2016.08.26 송시우 作 <좋은 친구> (김태화)
- 2016.09.04 홍지화 作 <드라이아이스> (사장2)
- 2016.09.11 김호경 作 <남자의 아버지> (의사)
- 2016.09.18 장강명 作 <대외활동의 신> (아버지)
- 2016.10.02 이영훈 作 <상자> (내관)
- 2016.10.09 김영하 作 <너를 사랑하고도> (남자1)
- 2016.10.30 정미경 作 <못> (미스 오 부친)
- 2016.11.13 문경민 作 <곰씨의 동굴> (주방장)
- 2016.11.20 고은규 作 <오빠의 알레르기> (복학생1)
- 2016.11.27 조수경 作 <내 사람이여> (성우/남편)
- 2016.12.11 김혜진 作 <아웃 포커스> (남 동료)
- 2016.12.18 김숨 作 <선량한 어머니의 아들들은 어떻게 자라나> (첫째)
- 2017.01.01 김금희 作 <체스의 모든 것> (동아리 회장)
- 2017.01.08 김애란 作 <어디로 가고 싶으신가요> (성우(男))
- 2017.01.15 김민주 作 <너의 목소리> (남편)
- 2017.01.29 이서진 作 <아내의 정원수> (시민2)
- 2017.02.05 권제훈 作 <박스> (학생2/교수)
- 2017.02.19 김홍 作 <어쨌든 하루하루> (손님3)
- 2017.02.26 조현주 作 <오늘만 같지 않기를> (남자2)
- 2017.03.05 윤고은 作 <부루마불에 평양이 있다면> (앵커)
- 2017.03.12 이지명 作 <금덩이 이야기> (간부1)
- 2017.03.26 도명학 <잔혹한 선물> - 지도원 2
- 2017.04.02 김종광 <학생댁 유씨씨> - 해설
- 2017.04.16 안지용 <결혼 자격 시험> - 감독관 1
- 2017.04.30 홍지화 <왕년의 한 스타의 죽음> - 최영진
- 2017.05.07 윤이형 <대니> - 사위
- 2017.06.04 윤성희 <스위치> - 주인
- 2017.06.18 강화길 <호수-다른 사람> - 의사
- 2017.07.16 김재성 <골유화> - 사장
- 2017.08.13 이경희 <철거 후> - 김과장
- 2017.08.27 이월성 <엘리베이터에 갇힌 사람들> - 기사
- 2017.09.03 이건혁 <피코> - 박사
- 2017.09.17 김덕희 <눈부신 날> - 직원
- 2017.10.01 강진 <래트> - 면접관
- 2017.10.22 김언수 <존엄의 탄생> - 대

라디오 극장 (KBS 한민족방송)
- 2016.03.01 ~ 2016.03.31 김려령 作 <가시고백> (남점원/할아버지)
- 2016.04.01 ~ 2016.04.30 정아은 作 <모던하트> (사장)
- 2016.05.01 ~ 2016.05.31 정유정 作 <내 심장을 쏴라> (김주임)
- 2016.06.01 ~ 2016.06.30 홍부용 作 <아빠를 빌려 드립니다> (교장)
- 2016.07.01 ~ 2016.07.31 장용민 作 <궁극의 아이> (롭상)
- 2016.08.01 ~ 2016.08.31 김종일 作 <몸 - 에피소트 1 눈 / 에피소드 7 귀>
- 2016.09.01 ~ 2016.09.30 이혜린 作 <열정같은 소리 하고 있네>
- 2016.11.01 ~ 2016.11.30 이유선 作 <오버 더 힐파티> (본부장)
- 2016.12.01 ~ 2016.12.31 김범 作 <공부해서 너 가져> (우현/ 협회 남자)
- 2017.01.01 ~ 2017.01.31 손선영 作 <이웃집 두 남자가 수상하다> (마도휘)
- 2017.02.01 ~ 2017.02.28 정규웅 作 <붉은 꽃, 나혜석> (승구)
- 2017.04.01 ~ 2017.04.30 조두진 <결혼면허> - 위장 이혼 남
- 2017.05.01 ~ 2017.05.31 황현정 <달빛연인> - 사내/살리연
- 2017.06.01 ~ 2017.06.30 구상희 <마녀식당> - 단역
- 2017.08.01 ~ 2017.08.31 심재천 <나의 토익 만점 수기> - 아버지
- 2017.10.01 ~ 2017.10.31 강태식 <굿바이 동물원> - 성범

다큐멘터리 역사를 찾아서 (KBS 라디오)
- 2016.02.21 <제591편 연산군, 그 견제 받지 않은 왕권 (대신2)
- 2016.02.28 <제592편 사치와 낭비로 나라 곳간은 비어가고 (장수)
- 2016.03.06 <제593편 연산군, 사냥에 탐닉하다 (정광필)
- 2016.03.20 <제595편 홍길동이 나타났다! (수령)
- 2016.03.27 <제596편 모든 신하를 적으로 돌리다> (간관3)
- 2016.04.03 제597편 갑자사화의 서곡 - 이세좌·홍귀달 사건 (윤필상)
- 2016.04.10 제598편 연산군, 복수의 칼을 뽑다 (대신)
- 2016.04.17 제599편 폐비 윤씨, 복권되다 (대신2)
- 2016.04.24 제600편 갑자사화 - 120명을 극형에 처하다 (승지)
- 2016.05.01 제601편 「능상」의 덫으로 극형을 남발하다 (승지2)
- 2016.05.08 제602편 "천재지변도 신하들 탓이다!" (관원)
- 2016.05.15 제603편 일인지배의 절대왕권을 구축하다 (승지4)
- 2016.05.22 제604편 성균관을 철거하고 환관을 총애하다 (대신1)
- 2016.05.29 제605편 환관 김처선 (대신1)
- 2016.06.19 제608편 금표(禁標) - 경기도 땅의 절반이 통제구역이었다 (관리2)
- 2016.06.26 제609편 연산군의 한글탄압 - "언문사용을 금하라!" (승지2)
- 2016.07.10 제611편 장녹수, 권세는 짧고 종말은 비참했다 (대신2)
- 2016.07.25 제613편 연산군, 시를 사랑한 폭군 (내관)
- 2016.08.14 제616편 중종의 왕비 신씨를 폐하다 (안당)
- 2016.08.21 제617편 중종, 명나라 책봉은 좌절되고 (조광보)
- 2016.08.28 제618편 미약한 왕권, 꼬리를 무는 옥사(獄事) (조광보)
- 2016.09.04 제619편 조선의 골칫거리 - 삼포의 왜인들 (간관1)
- 2016.09.11 제620편 가덕도 왜변, 그 범인을 색출하라 (대신4)
- 2016.09.18 제621편 삼포 왜란 (대신1)
- 2016.09.25 제622편 삼포 왜인들을 격퇴하다 (이전)
- 2016.10.02 제623편 대간의 힘, 공조판서를 바꾸다 (대신2)
- 2016.10.16 제625편 사림파, 「역사바로세우기」의 시동을 걸다 (유자광)
- 2016.12.18 제634편 소격서를 혁파하다 (승지1)
- 2016.12.24 제635편 사회전야 - 깊어지는 갈등 (간관2)
- 2017.01.01 제636편 반정공신의 위훈을 삭탈하다 (간관4)
- 2017.01.08 제637편「주초위왕(走肖爲王)」은 사실일까 (성운/심정)
- 2017.02.12 제642편 「기묘사림」을 일망타진하다 (이정숙(시산정)/간관)
- 2017.02.19 제643편 척신 김안로, 탄핵을 받다 (이유청)
- 2017.02.26 제644편 경빈 박 씨와 「작서의 변」(대신3)

와이파이 초한지 (KBS 라디오)
- 2016.05.23 <11화> (신하)
- 2016.05.27 <15화> (집배원)
- 2016.05.31 <17화> (대신3)
- 2016.06.02 <19화> (남자3)
- 2016.06.08 <23화> (남자2)
- 2016.06.10 <25화> (신하)
- 2016.06.20 <31화> (부하)
- 2016.06.30 <39화> (친구1)
- 2016.07.07 <44화> (회원2)
- 2016.07.11 <46화> (군사2)
- 2016.07.14 <49화> (원로3)
- 2016.07.15 <50화> (남자2)
- 2016.07.20 <53화> (신하)
- 2016.07.26 <57화> (군사1)
- 2016.07.27 <58화> (하인)
- 2016.07.28 <59화> (부하1)
- 2016.08.05 <65화> (내시1)
- 2016.08.12 <70화> (군사1)
- 2016.08.19 <75화> (군사2)
- 2016.08.22 <76화> (군사1)
- 2016.08.24 <78화> (장군2)
- 2016.08.26 <80화> (기사)
- 2016.09.01 <84화> (장수3)
- 2016.09.02 <85화> (섭간/군사1)
- 2016.09.05 <86화> (군사2)
- 2016.09.06 <87화> (군사2)
- 2016.09.09 <90화> (문지기)
- 2016.09.15 <94화> (양웅/부하2)
- 2016.09.26 <101화> (장수1)
- 2016.09.27 <102화> (대신5)
- 2016.09.28 <103화> (대신1)
- 2016.10.03 <106화> (하인)
- 2016.10.06 <109화> (군사1)
- 2016.10.17 <116화> (군사)
- 2016.10.21 <120화> (남자1)
- 2016.10.31 <126화> (장군1)
- 2016.11.01 <127화> (군사1)
- 2016.11.08 <132화> (장군2)
- 2016.11.25 <145화> (군사1)
- 2016.11.28 <146화> (군사)
- 2016.12.07 <153화> (남자)
- 2016.12.12 <156화> (군사)
- 2016.12.13 <157화> (군사3)
- 2016.12.20 <162화> (군사2)
- 2016.12.23 <165화> (군사3)
- 2016.12.27 <167화> (부하)
- 2017.01.17 <182화> (군사3)
- 2017.01.20 <185화> (장군3)
- 2017.01.23 <186화> (신하)
- 2017.01.24 <187화> (부하)
- 2017.01.30 <191화> (군사)
- 2017.01.31 <192화> (군사)
- 2017.03.03 <214화> (장군)
- 2017.03.06 <215화> (장군2)
- 2017.03.21 <226화> (장군)

## 같이 보기
- 한국방송 성우극회